# Condado de Thayer
El condado de Thayer (en inglés: Thayer County), fundado en 1872, es un condado del estado estadounidense de Nebraska. En el año 2000 tenía una población de 6.055 habitantes con una densidad de población de 4 personas por km². La sede del condado es Hebron.

## Geografía
Según la oficina del censo el condado tiene una superficie total de 1489 km² (574,9 mi²), de los que 1489 km² (574,9 mi²) son tierra y 0,5 km² (0,2 mi²) (0.13%) son agua.

### Condados adyacentes
- Condado de Jefferson - este
- Condado de Washington - sureste
- Condado de Republic - sur
- Condado de Nuckolls - oeste
- Condado de Fillmore - norte

## Demografía
Según el 2000 la renta per cápita media de los habitantes del condado era de 30.740 dólares y el ingreso medio de una familia era de 38.346 dólares. En el año 2000 los hombres tenían unos ingresos anuales 26.964 dólares frente a los 18.275 dólares que percibían las mujeres. El ingreso por habitante era de 17.043 dólares y alrededor de un 10,70% de la población estaba bajo el umbral de pobreza nacional.

## Ciudades y pueblos
- Alexandria
- Belvidere
- Bruning
- Byron
- Carleton
- Chester
- Davenport
- Deshler
- Gilead
- Hebron
- Hubbell